# Étrépagny
Etrépagny – miejscowość i gmina we Francji, w regionie Normandia, w departamencie Eure.
Według danych na rok 1990 gminę zamieszkiwało 3671 osób, a gęstość zaludnienia wynosiła 180 osób/km² (wśród 1421 gmin Górnej Normandii Etrépagny plasuje się na 66 miejscu pod względem liczby ludności, natomiast pod względem powierzchni na miejscu 50).